# Tetropini
Die Tetropini sind eine Tribus in der Unterfamilie der Weberböcke (Lamiinae) innerhalb der Bockkäfer.

## Merkmale
Der Kopf und der Thorax der Käfer sind schwarz, die Flügeldecken können schwarz, braun oder gelb gefärbt sein, oft sind sie am Hinterende schwarz oder zusätzlich auch seitlich von schwarzer Farbe.

## Verbreitung
Die Gattung Lenotetrops ist nur mit einer Art aus Afghanistan bekannt.
Die Nominatform der Gattung Tetrops ist in ganz Europa und in Nordafrika bis Syrien und den asiatischen Teil der Türkei verbreitet.
Die Untergattung Tetrops (Mimosophronica), zuvor von Breuning seit 1943 als eigene Gattung Mimosophronica geführt, kommt im Südosten des europäischen Teils Russlands vor, darüber hinaus in Zentralasien (Kasachstan, Kirgisistan, Turkmenistan und Usbekistan) bis ins Tianshan-Gebirge in der autonomen Region Xinjiang in China.

## Systematik und Taxonomie
Die Tetropini sind eine Tribus in der Bockkäfer-Unterfamilie der Weberböcke (Lamiinae). Die Tribus Tetropini umfasst nur zwei Gattungen, von denen eine monotypisch ist, die andere aber in zwei Untergattungen geteilt wird:
- Gattung Lenotetrops
  - Lenotetrops ivanovae Danilevsky, 2012 (Afghanistan)
- Gattung Tetrops
  - Untergattung Tetrops (Tetrops)
    - Tetrops gilvipes Faldermann, 1837 (6 Unterarten)[3]
      - Tetrops gilvipes gilvipes Faldermann, 1837
      - Tetrops gilvipes adlbaueri Lazarev, 2012
      - Tetrops gilvipes efetovi Lazarev, 2012
      - Tetrops gilvipes mikati Sláma, 2019
      - Tetrops gilvipes murzini Lazarev, 2012
      - Tetrops gilvipes niger Kraatz, 1859

    - Tetrops mongolicus
    - Tetrops praeustus auch Gelber Pflaumenbock (4 Unterarten)
      - Tetrops praeustus praeustus
      - Tetrops praeustus algiricus
      - Tetrops praeustus anatolicus
      - Tetrops praeustus angorensis

    - Tetrops rosarum
    - Tetrops starkii auch Starks Pflaumenbock (3 Unterarten)
      - Tetrops starkii starkii
      - Tetrops starkii aquilus
      - Tetrops starkii warnckei 

  - Untergattung Tetrops (Mimosophronica)
    - Tetrops bicoloricornis (4 Unterarten)
      - Tetrops bicoloricornis bicoloricornis
      - Tetrops bicoloricornis ferganensis
      - Tetrops bicoloricornis nigricornis
      - Tetrops bicoloricornis oshensis

    - Tetrops brunneicornis
    - Tetrops elaeagni (3 Unterarten)
      - Tetrops elaeagni elaeagni
      - Tetrops elaeagni plaviltschikovi
      - Tetrops elaeagni shapovalovi

    - Tetrops formosus (4 Unterarten)
      - Tetrops formosus formosus
      - Tetrops formosus bivittulatus
      - Tetrops formosus songaricus
      - Tetrops formosus strandiellus

    - Tetrops hauseri (2 Unterarten)
      - Tetrops hauseri hauseri
      - Tetrops hauseri kostini